# Blueberry River (Minnesota)
Der Blueberry River ist ein etwa 32 Kilometer langer rechter Nebenfluss des Shell Rivers im Norden von Minnesota in den Vereinigten Staaten. Die Länge des Flusses beträgt von einem unbenannten Zufluss bis zur Mündung 10,56 Meilen. Die Länge des Oberlaufes beträgt nach DeLorme acht Meilen, zusammen auf zwanzig Meilen gerundet.
Über den Shell River und Crow Wing River ist er Teil des Einzugsgebietes des Mississippi Rivers und entwässert ein ländliches Gebiet.

## Geographie
Der Blueberry River entspringt in der Green Valley Township im Südosten des Becker Countys und fließt in südöstlicher Richtung. Er verläuft eine kurze Strecke im Südwesten de Hubbard Countys und gelangt dann in den Nordwesten des Wadena Countys, wo der Kettle River einmündet und er durch die Stadt Menahga fließt. Er mündet in den Blueberry Lake des Shell Rivers in der Blueberry Township im Wadena County, etwa 3 Kilometer nördlich von Menahga. Der Blueberry River verläuft in der Ökoregion der nördlichen Seen und Wälder, die sich durch Nadelholzgewächse und Hartholzwälder auszeichnet und aus flachen Grundmoränenebenen und gewellten Sandern besteht.

## Name
Der Name des Flusses ist eine Übersetzung seines Namens in der Sprache der Ojibwe.